# Norman Podhoretz
Norman Podhoretz (Brooklyn, Nova Iorque, 16 de janeiro de 1930) é um filho de imigrantes judeus da região da Europa central, da Galícia e que se estabeleceu em Brownsville, Brooklyn, um bairro popular em Nova Iorque. Politicamente, sua família situava-se à esquerda, e sua irmã mais velha participava de um movimento da juventude socialista. Entretanto, gradualmente Podhoretz foi-se inclinando para a direita política, até se tornar um expoente do neoconservadorismo. Ele é um escritor da revista Commentary, e anteriormente atuou como editor-chefe da publicação de 1960 a 1995.

## Livros
- 1963: Hannah Arendt on Eichmann: A Study in the Perversity of Brilliance. Nova York: American Jewish Committee
- 1963: My Negro Problem and Ours. Nova York: American Jewish Committee
- 1964: Doings and Undoings: The Fifties and After in American Writing. Nova York, Farrar, Straus (coleção de ensaios)
- 1966: The Commentary Reader: Two Decades of Articles and Stories. Nova York, Atheneum editor (coleção de ensaios).
- 1967: Making It. Nova York, Random House (autobiografia) ISBN 0-394-43449-8
- 1967: Jewishness and the Younger Intellectuals: A Symposium Reprinted from Commentary, a Journal of Significant Thought and Opinion on Jewish Affairs and Contemporary Issues. Nova York: American Jewish Committee introduction)
- 1979: Breaking Ranks: A Political Memoir. Nova York: Harper & Row,
- 1980: The Present Danger: "Do We Have the Will to Reverse the Decline of American Power?". Nova York: Simon & Schuster, ISBN 0-671-41395-3
- 1981: The New Defenders of Capitalism. Washington, D.C.: Ethics and Public Policy Center
- 1982: Why We Were in Vietnam. Nova York: Simon & Schuster ISBN 0-671-44578-2
- 1982: Congressional Policy: A Guide to American Foreign Policy and National Defense. Washington, D.C.: National Center for Legislative Research
- 1983: The Present and Future Danger: Thoughts on Soviet/American Foreign Policy. Washington, D.C.: National Center for Legislative Research
- 1984: State of World Jewry Address, 1983. Nova York: 92nd Street Y
- 1986: Terrorism – Reagan's Response. Coral Gables, Florida: North-South Center, University of Miami, Working Paper, Soviet and East European Studies Program (transcript of a debate with Charles W. Maynes, Jiri Valenta)
- 1986: The Bloody Crossroads: Where Literature and Politics Meet (coleção de ensaios). Nova York: Simon & Schuster ISBN 0-671-61891-1
- 1989: Israel: A Lamentation From the Future. Dollard-des-Ormeaux, Quebec: Dawn Publishing Company
- 1999: Ex-Friends: Falling Out With Allen Ginsberg, Lionel & Diana Trilling, Lillian Hellman, Hannah Arendt, and Norman Mailer. Nova York, Free Press, (memoir) ISBN 1-893554-17-1
- 2000: My Love Affair With America: The Cautionary Tale of a Cheerful Conservative (autobiografia). Nova York: Free Press ISBN 1-893554-41-4
- 2002: The Prophets: Who They Were, What They Are. Nova York: Free Press ISBN 0-7432-1927-9
- 2003: The Norman Podhoretz Reader: A Selection of His Writings from the 1950s through the 1990s, ed. Thomas L. Jeffers com prefácio de Paul Johnson. Nova York: Free Press ISBN 0-7432-3661-0
- 2005: The Bush Doctrine: What the President Said and What It Means. Washington, D.C.: The Heritage Foundation
- 2007: World War IV: The Long Struggle Against Islamofascism. Nova York: Doubleday, ISBN 0-385-52221-5
- 2009: Why Are Jews Liberals?. Nova York: Doubleday, ISBN 0-385-52919-8